# غونزالو فيلاقرا
غونزالو فيلاقرا (بالإسبانية: Gonzalo Villagra)‏ (17 سبتمبر 1981 بسانتياغو في تشيلي - ) هو مدرب كرة قدم ولاعب كرة قدم تشيلي في مركز الوسط. لعب مع نادي أونيفرسيداد كاتوليكا وديبورتيس أنتوفاغاستا.

## وصلات خارجية
- غونزالو فيلاقرا على موقع قاعدة بيانات كرة القدم.إي يو (الإنجليزية)
- غونزالو فيلاقرا على موقع Soccerway.com (الإنجليزية)
- غونزالو فيلاقرا على موقع AS.com (الإسبانية)